# 리비아 항공
리비아 항공(영어: Libyan Airlines)은 리비아의 항공사로 허브 공항은 트리폴리 국제공항이 있으며 본사는 리비아의 수도인 트리폴리에 위치해 있다.

## 역사
1964년에 리비아 왕국항공으로 설립되어 1965년에 취항을 시작했다. 설립 당시 리비아는 왕이 통치하는 왕정 시대였다. 1969년 카다피가 쿠데타에 성공하면서 왕정이 폐지되고 공화국이 수립됐다. 그와 동시에 회사 사명에서 왕국을 빼고 리비아 아랍 항공(영어: Libyan Arab Airlines)으로 바꿨다. 1988년에 런던 히드로 공항을 출발한 미국 팬아메리칸 월드 항공 소속 항공기가 리비아 정보 요원에 의해 공중 폭발했다. 이 사건으로 국제연합(UN)이 리비아의 항공기 운항을 금지를 시키면서 국제선 노선이 일시적으로 폐쇄됐다. 1999년 4월 운항 금지를 포함한 금수조치가 풀리면서 요르단 암만에 국제선 노선을 다시 재개했으며 그와 동시에 현재의 사명으로 변경했다. 2001년 자마히리야 항공을 합병해 현재에 이르고 있다.

## 운항 노선
- 2012년 7월 기준으로 리비아 항공은 다음과 같은 노선을 운항하고 있다.

## 보유 기종
- 2012년 7월 기준으로 리비아 항공은 다음과 같은 기종을 보유하고 있으며 평균 기령은 2.3년이다.[1]